# Stanisław Silnicki
Stanisław Silnicki herbu Jelita – podstoli lubelski w latach 1636-1666.
W 1649 roku był uczestnikiem popisu pospolitego ruszenia szlachty województwa lubelskiego w chorągwi generalnej województwa lubelskiego.